# Nigel Williams (arbitre)
Pour les articles homonymes, voir Nigel Williams.
Nigel Williams est un arbitre international gallois de rugby à XV né le 8 janvier 1961 à Neath, au pays de Galles. Il arbitre notamment trois matchs de la Coupe du monde 2003 et trois matchs du Tournoi des Six Nations entre 2003 et 2005.

## Biographie
Avant de devenir arbitre, Nigel Williams joue comme demi d'ouverture pour l'équipe nationale du pays de Galles de rugby à sept des moins de 19 ans et pour Neath RFC. Il travaille dans la vente et le management et s'implique dans l'administration du club de son village de Bryncoch (en), près de Neath, avant d'adhérer à la West Wales Referees' Society en 1991,. C'est son oncle Clayton Thomas, lui aussi arbitre de rugby, qui le convainc de s'engager dans ce métier.
Il arbitre son premier test match le 8 juin 2002 : une rencontre opposant la Nouvelle-Zélande à l'Italie. Il participe ensuite à trois éditions du Tournoi des Six Nations, ainsi qu'à la Coupe du monde 2003 dont il arbitre trois matches de poule. Il prend sa retraite après le match Australie-France du 2 juillet 2005 à Brisbane,.
Il arbitre aussi deux finales de Coupe du pays de Galles, en 2003 et 2005, ainsi que plusieurs rencontres de Coupe d'Europe. Le match qu'il considère comme le plus mémorable de sa carrière est la demi-finale qui oppose le Munster aux Wasps en 2004.

## Palmarès
- Coupe du monde :
  - 2003 : Argentine-Namibie, Fidji-Japon, Angleterre-Uruguay

- Tournoi des Six Nations :
  - 2003 : Italie-France
  - 2004 : Irlande-Écosse
  - 2005 : France-Écosse

- Tri-nations :
  - 2004 : Afrique du Sud-Nouvelle-Zélande

- 18 test matches[1]